# Galinstan

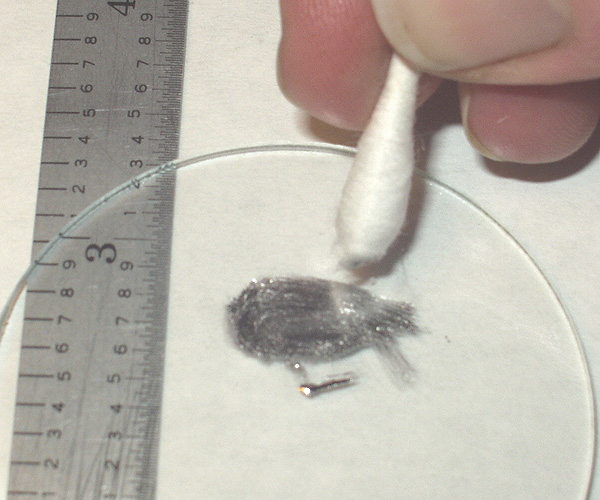
Galistan obtingut d'un termòmetre

El galinstan és un aliatge eutèctic de gal·li (Ga), indi (In) i estany (Sn), líquid a temperatura ambient. El punt de fusió es troba en els -19 °C. A causa de la baixa toxicitat dels metalls que componen aquest aliatge s'utilitza com a reemplaçament no tòxic per a moltes de les aplicacions que anteriorment rebien el mercuri (Hg) o els aliatges de sodi-potassi (NaK). La seva composició és: 68,5% Ga, 21,5% In i 10% Sn. El seu nom és una combinació de les primeres lletres dels elements que el componen: de gal·li, indi i stannum (estany en llatí).
El galinstan tendeix a humitejar i adherir-se a molts materials, incloent-hi el vidre, la qual cosa limita el seu ús comparat amb el mercuri. Comercialment, s'utilitza com a substitut del mercuri en termòmetres a causa de la seva manca de toxicitat, però la part interior del contenidor ha d'estar folrada d'òxid de gal·li per evitar que l'aliatge s'adhereixi a la superfície del vidre. Posseeix una major reflectivitat i una menor densitat que el mercuri. En astronomia s'està investigant la substitució d'aquest en telescopis de mirall líquid. També és un prometedor refrigerant encara que el seu cost i la seva agressivitat són importants impediments per al seu ús. La seva utilització com a refrigerant en reactors nuclears no és senzilla, ja que l'indi presenta una alta secció transversal en els neutrons tèrmics, absorbint i inhibint la reacció de fissió nuclear.